# Koha
Koha es un sistema integrado de gestión de bibliotecas, el primero de código fuente abierto, liberado bajo la GNU General Public License. Koha fue creado en 1999 por Katipo Communications para la Horowhenua Library Trust en Nueva Zelanda. La primera instalación se logró en enero del 2000. Koha proviene del maorí, y quiere decir 'obsequio' o 'donación'.

## Características
Koha tiene todas las características previstas en un programa integrado de gestión de bibliotecas, incluyendo:
- Interfaz simple, clara para bibliotecarios y usuarios.
- Búsqueda configurable.
- Listados de lectura de los usuarios.
- Sistema completo de adquisiciones, inclusive presupuestos e información de tasación.
- Sistema de adquisiciones más simple, para bibliotecas pequeñas.
- Capacidad de hacer frente a cualquier número de sedes, de categorías del artículo, de artículos y de otros datos.
- Sistema de seriales para diarios y revistas.
- Koha está basado en la Web, por lo que puede utilizarse en terminales tontas (terminales sin disco duro ni hardware especializado) para las consultas y el manejo de la biblioteca.
- El bibliotecario puede administrar la biblioteca remotamente, utilizando un teléfono móvil o un asistente personal.
- Koha maneja un vasto repertorio de informes, reportes y estadísticas favorecidas por el uso de una base de datos relacional.

A nivel técnico, entre algunas de sus características están:
- Catalogación manejable con formato MARC21 y UNIMARC, a nivel de campos y subcampos.
- Soporta Z39.50 y SRU, como cliente y como servidor; es proveedor de datos OAI-PMH; RSS; SIP2.
- Interfaz para el usuario (OPAC) con diseño web adaptativo.
- Modelo MVC sobre lenguaje Perl.
  - En las páginas «vista», los scripts dinámicos son implementados con plantillas Perl (*.tt), más contenidos en HTML, JavaScript, CSS y jQuery.
  - A nivel de controladores, los llamados a las páginas son recibidos y procesados por scripts de Perl (*.pl), los cuales son soportados por archivos *.pm usados a modo de librería.
- Algunas alternativas para soporte y documentación: manuales de usuario, descripción del diseño de BD y chat IRC de soporte por parte de la comunidad.

Cuenta, en su propia página, con manuales de uso en distintos idiomas. Así como también con tutoriales sobre su instalación.

## Historia
Koha fue creado en 1999 por Katipo Communications para la Horowhenua Library Trust en Nueva Zelanda debido a que en la HLT usaban un sistema integrado para bibliotecas con antigüedad de 12 años que no seguía más en desarrollo. Ellos sabían que el sistema no estaba listo para el año 2000 y se dieron cuenta de que no cumplía más con sus requerimientos. En la HLT también sabían que adquirir un nuevo sistema costaría mucho dinero y recursos, entonces se precisarían mejoras capitales que no podían financiarse.
Considerando los anteriores factores, se decidió escribir un propio sistema. Determinaron, la HTL y Katipo, entonces liberar este sistema bajo la GPL, asegurándose que otras bibliotecas pudieran beneficiarse del trabajo y cooperar también en el desarrollo futuro del sistema.
La primera instalación se logró en enero del 2000. Así Koha ganó dos reconocimientos en ese año: el reconocimiento 3M a la innovación en Bibliotecas y el reconocimiento interactivo ANZ (Categoría Comunitaria / No lucrativa).
En 2001, Paul Poulain (de Marsella, Francia) comenzó a agregar nuevas características a Koha, especialmente el soporte para múltiples idiomas. Koha se ha traducido de su inglés original al francés, chino, español y árabe. Permite el uso de registros y catalogación utilizando el estándar internacional MARC y Z39.50 que fue agregado por Paul Poulain en 2002, siendo patrocinado por la Nelsonville Public Library.
Recientemente, una compañía basada en Ohio, Liblime, ha estado agregando nuevas características al software, incluyendo soporte para Zebra, una base de datos contextual de alta velocidad que ha aumentado dramáticamente la velocidad de búsquedas dentro de Koha. El agregado de Zebra fue patrocinado por el Crawford County Federated Library System.
En julio de 2011 el Ministerio de Cultura de España libera una distribución personalizada de Koha, que incluye el trabajo de desarrollo de funcionalidades especificado en el informe de evaluación realizado por un Grupo de Trabajo de las Bibliotecas de la Administración General del Estado (BAGE). Esta distribución se denomina Koha-Kobli, y se han liberado desde entonces cuatro nuevas versiones, la más reciente en noviembre de 2013: Koha-Kobli 1.12.4 (basada en Koha 3.12.4). Koha-Kobli dispone de una comunidad específica de usuarios.
En 2012 la Real Biblioteca del Palacio Real de Madrid migra a Koha desde un sistema propietario. Por su colección, constituye una importante referencia de instalación de Koha en el ámbito de las bibliotecas patrimoniales.

## Desarrollo
Koha es desarrollado por una comunidad de programadores y bibliotecarios de todas partes del mundo, y su diseño es ajeno a cualquier intención comercial o corporativa. Koha le permite al bibliotecario manejar la mayoría de los procedimientos administrativos de una Biblioteca, y además proveer a los visitantes con un catálogo público para la consulta de ejemplares y circulación.
Asimismo, cualquier bibliotecario puede participar en el desarrollo de Koha. Koha es un sistema basado en la Web, y como tal produce salidas compatibles con la especificación XHTML 1.0 y CSS del World Wide Web Consortium (W3C), garantizando su operatividad a través de cientos de navegadores Web, plataformas, sistemas operativos y dispositivos no convencionales.
La versión lanzada el 23 de noviembre de 2006 fue la 2.2.9 de Koha (sigue la misma metodología de numeración de versiones del kernel de Linux) y tuvo un tamaño de 4,2 MB. Sus características incluían un nuevo diseño de la interfaz gráfica, funciones avanzadas de búsqueda, mejores capacidades para múltiples sedes, y muchas mejoras generales.

## Industria relacionada
Los paquetes de sistemas integrados para bibliotecas propietarias son costosos. Una biblioteca grande puede pagar más de 500 000 dólares por el servidor y el software,[cita requerida] y aún tiene que preocuparse por las renovaciones anuales de licencia y soporte. Una vez que la biblioteca ha adquirido su sistema, se enfrenta también a muchos obstáculos para la migración. Los datos son mantenidos usualmente en formatos propietarios, usualmente incompatibles entre ellos.
Estas situaciones presentan una gran oportunidad para el software libre. Es una oportunidad que se ha perdido con los bibliotecarios, o al menos con la mayoría. Todavía existe un gran desconocimiento e inercia por superar.

## Premios
- 2000 ganador del Not for profit (Sin fines de lucro) de los  Interactive New Zealand Awards (Premios Interactivos de Nueva Zelanda)[3]
- 2004 ganador de Use of IT in a Not-for-Profit Organisation (Uso de tecnologías de la información en Organizaciones Sin fines de lucro) de The Computerworld Excellence Awards (Premios a la Excelencia en el Mundo de Computación)[4]